# ОШ „Сава Ковачевић” Михајловац
ОШ „Сава Ковачевић” Михајловац, насељеном месту на територији града Смедерево, основана је 1854. године. Од 1954. године, школа носи назив по Сави Ковачевићу, учеснику народноослободилачке борбе и наредном хероју.

## Историјат
Прва зграда школе се налазила у центру села, на земљишту данашње црквене порте. Петар Радовановић Брдар је од свог новца сазидао зграду за школу и цркву. Школска зграда је завршена 1869. године. Данас се користи у културне сврхе. Школа није радила у време Првог светског рата. Обновљен је рад након рата, али је за време Другог светског рата радила, али са прекидима и нередовно. Након рата, школа је 1949. године имала и једно одељење ученика првог разреда гимназије, као испоставе смедеревске гимназије. Нова школска зграда грађена је током 1948. и 1949. године. 

## Подручно одељење Добри До
Школа у Добром Долу почела је са радом 1891. године. Школа је у наредним годинама имала четири одељења са стотинак ученика. Од 1952. године, школе су биле осмогодишње, али су ученици из Доброг Дола, 6. и 7. разред похађали у суседним селима. Школска зграда (горња школа), подигнута је добровољним радом 1890. године. Велику реконструкцију имала је 1935. године, а наредну 40 година касније. Данас, у Добром Долу раде две школе: горња и доња. Године 1966/1967. године престају са радом пети и шести разред. Школа постаје четвороразредна са комбинованим одељењима. Исте године, са радом је почела нова школа, тзв. доња школа на путу 
Смедерево—Смедеревска Паланка. Од наредне године, и горња и доња школа, раде као подручно одељење школе у Михајловцу.